# L’arrivée de la terne mort triomphante
L’arrivée de la terne mort triomphante (с фр. — «Приход унылой торжествующей смерти») — пятый студийный альбом голландского экспериментального проекта Gnaw Their Tongues, выпущенный 7 сентября 2010 года на лейблах Burning World, Crucial Blast и Candlelight Records. Альбом продемонстрировал изменение музыкального направления, в котором больше внимания уделялось оркестровке и более светлым настроениям. Альбом также стал последним, записанным Маурисом де Йонгом на своей старой студии и компьютере. Альбом получил высокие оценки музыкальных критиков, а PopMatters назвал его одним из лучших метал-альбомов года.

## История
В 2010 году основатель проекта, Маурис де Йонг, подписал контракт на запись полноформатного альбома с Candlelight Records на один год, с возможностью продления. Первоначально альбом задумывался как EP, но был расширен, чтобы соответствовать контрактным требованиям Candlelight Records.

## Музыка
В композициях альбома L’arrivée de la terne mort triomphante де Йонг применил более мрачные эмбиентные и оркестровые элементы в своей музыке. Некоторые критики отметили, что музыка была более сдержанной и даже торжественной в отличие от предыдущих работ Gnaw Their Tongues. Отвечая на вопрос о своём подходе к сочинению, де Йонг сказал: «Хоры были созданы из сэмплов. Это аккорды, которые я использовал для создания собственных мелодий. На фортепиано играл я сам. Виолончели я записал сам, но эти партии сыграл мой друг. Я использовал и эти партии для создания новых мелодий. В общем, это всегда смесь реальных записей и сэмплов». Будучи написанной вокруг концепции, музыка стала более спланированной, чем все предыдущие альбомы.

## Отзывы критиков
| Оценки критиков | Оценки критиков |
| Источник        | Оценка          |
| --------------- | --------------- |
| AllMusic        | [ 3 ]           |
| Metal.de        | [ 5 ]           |

После выхода L’arrivée de la terne mort triomphante был хорошо принят критиками, которые высоко оценили изменение звучания и расширение музыкального кругозора. Музыкальный журналист Нед Раггетт поставил альбому четыре звезды из пяти, сравнив музыку с творчеством таких групп, как Swans, Neurosis и Savage Republic. По его словам, Gnaw Their Tongues «одной рукой возродил оркестровые/индустриальные композиции конца 1980-х годов». Рецензент metal.de написал, что альбом «сочетает гипнотическую монотонность с взрывными интерлюдиями, которые могут слишком легко вырвать вас из приятно скучной колеи, в которой находится большая часть альбома». Адриен Бегранд из PopMatters поставил альбом на 18 место своего рейтинга лучших метал-релизов года, сказав: «Этот альбом искусно соединяет блэк-метал, индастриал, дарк-эмбиент и даже неоклассику, и в результате получается нечто настолько же прекрасное, насколько и томительное». Альбом также вошёл в список «лучших культовых/экспериментальных альбомов года» по версии NME.

## Список композиций
| №                   | Название                                              | Длительность |
| ------------------- | ----------------------------------------------------- | ------------ |
| 1.                  | «L'arrivée de la terne mort triomphante»              | 9:49         |
| 2.                  | «Les anges frémissent devant la mort»                 | 11:35        |
| 3.                  | «La mort dans toute son ineffable grandeur/Splendeur» | 8:12         |
| 4.                  | «Le chant de la mort»                                 | 7:02         |
| 5.                  | «Le trône blanc de la mort»                           | 8:11         |
| Общая длительность: | Общая длительность:                                   | 44:49        |

## Участники записи
- Маурис де Йонг — вокал, все инструменты, запись, сведение, обложка